# Kalpavriksha

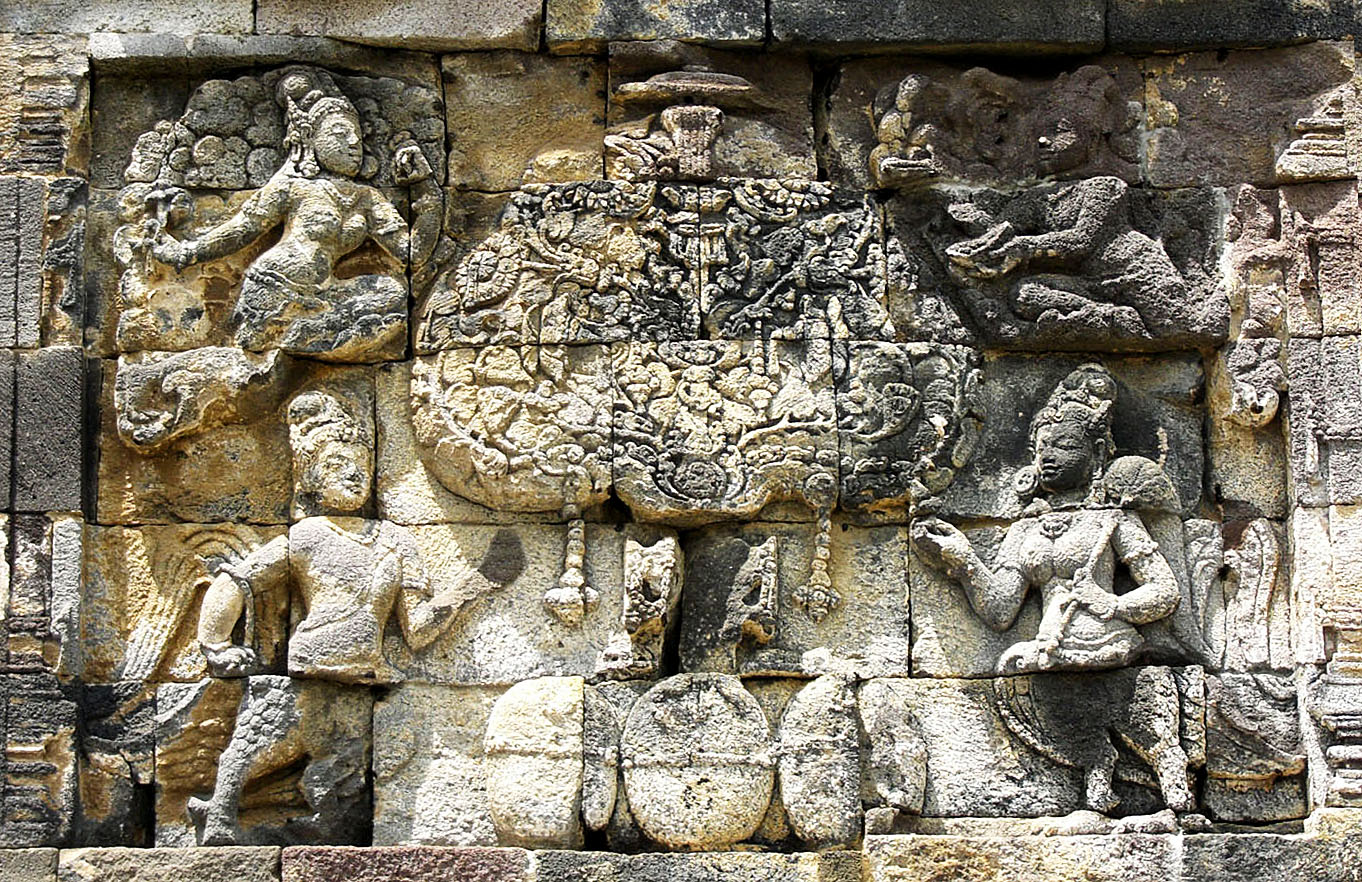
Kalpataru - Un bajorreleive de este árbol, en el templo de Pawon, en Java, Indonesia

Kalpavriksha (en sánscrito: कल्पवृक्ष), también conocido como kalpataru, kalpadruma y kalpapādapa, es un árbol mitológico que tiene fama de cumplir cualquier deseo. Está mencionado en la literatura sánscrita como árbol divino, fuente de todos los deseos. 

## Origen
Según la literatura sánscrita, el Kalpavriksha nació durante el batido del océano de leche. Vino del océano con el kamadhenu, una vaca divina que proveería todas las necesidades. Indra, el rey de los dioses, guardó el árbol en su palacio.

## Ejemplos
Hay varios árboles los que algunas personas consideran el verdadero Kalpavriksha:
- En Mangaliyawas, cerca de Ajmer, Rajastán, hay dos árboles de más de ochocientos años reverenciados como kalpavrikshas.
- En el Padma Purana se dice que este árbol es el parijat, otro árbol sagrado.
- En Joshimath hay un kalpavriksha que es una morera, pero en otros lugares se identifica con un baniano (Ficus benghalensis), otro tipo de higuera, y en zonas costeras incluso se dice que es un cocotero, La Palmera Palmira, por su capacidad de satisfacer las necesidades humanas.